# Битва при Хоптон Хит
Битва при Хоптон Хит (англ. Battle of Hopton Heath) — сражение Английской гражданской войны, которое произошло 19 марта 1643 года в Стаффордшире. Кавалерами командовал Спенсер Комптон, 2-й граф Нортемптон, парламентской армией — Уильям Бреретон и сэр Джон Гелл. «Круглоголовые» понесли более серьёзные потери и на следующий день оставили поле боя, но граф Нортгемптон погиб в схватке. В итоге обе стороны приписали себе победу.